# خرموش حشره‌خوار ایساروگ

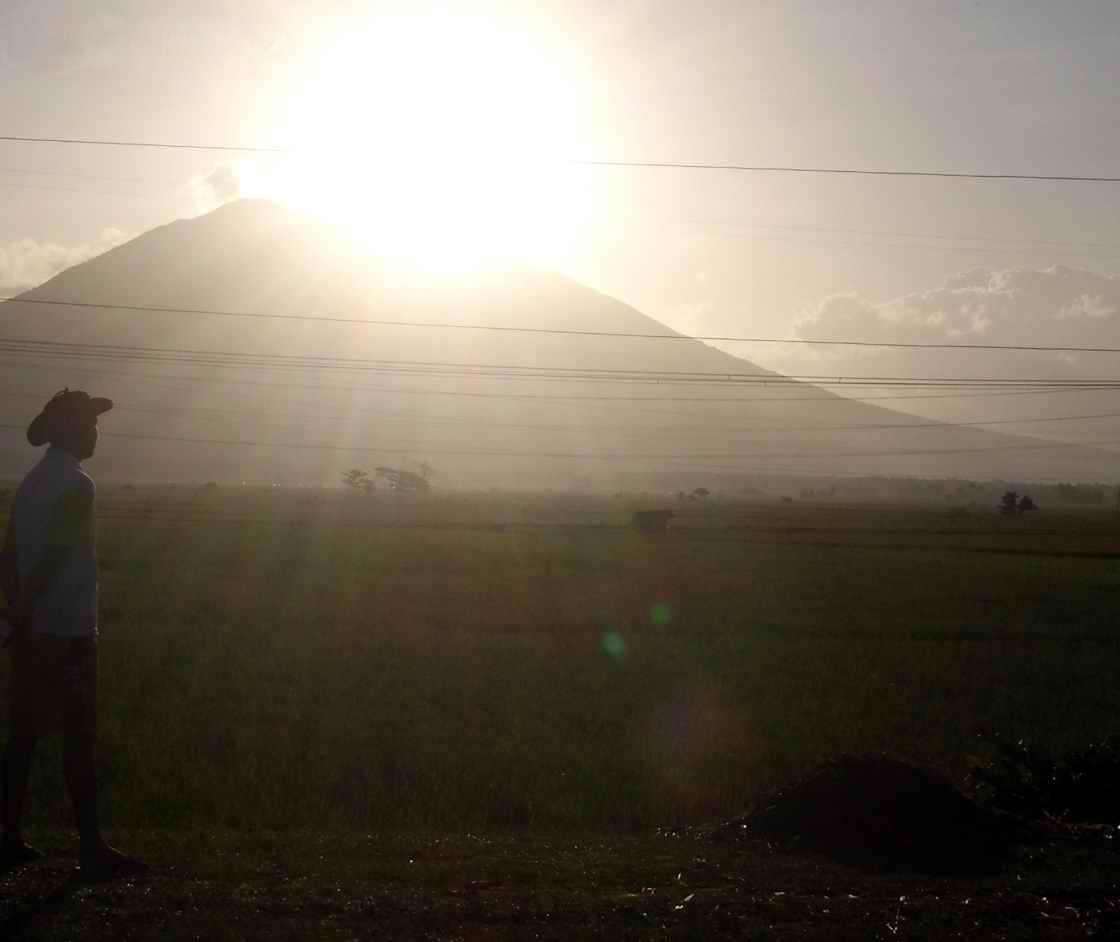
کوه ایساروگ، یکی از مکان‌های زندگی خرموش حشره‌خوار ایساروگ است.

خرموش حشره‌خوار ایساروگ (نام علمی: Rhynchomys isarogensis) نام گونه‌ای از سرده خرموش‌های حشره‌خوارمانند است.